# Perissozocera cryophila
Perissozocera cryophila är en insektsart som beskrevs av Johnson 1976. Perissozocera cryophila ingår i släktet Perissozocera och familjen Corioxenidae. Inga underarter finns listade i Catalogue of Life.